# 27 août 1903
Le jeudi 27 août 1903 est le 239e jour de l'année 1903.

## Naissances
- Hubert Bourlon (mort le 1er avril 1952), réalisateur français
- John Litchfield (mort le 31 mai 1993), personnalité politique britannique
- Léon Malaprade (mort le 25 septembre 1982), Chimiste français
- Natalia Saz (morte le 18 décembre 1993), metteuse en scène soviétique

## Décès
- Auguste Vinson (né le 4 août 1819), médecin, poète, et membre de l’Académie des Sciences réunionnais
- Robert de Wendel (né le 9 mai 1847), médecin, poète, et membre de l’Académie des Sciences